# サイキックラバーのアニカンRADIO
サイキックラバーのアニカンRADIOは、サイキックラバーと声優の阿部玲子がラジオパーソナリティを務めるラジオ番組(アニラジ)。

## 概要

### 放送時間
- ラジオ関西 (558kHz) 金曜日・0：30～1：00

### 配信日
- アニスタ.TV

### スタッフ
- パーソナリティ：サイキックラバー
- アシスタント：近江知永→酒井香奈子→黒岩奈奈→阿部玲子
- ディレクター：
- 構成作家：

ほか

### 提供
- アニカン